# Taaislijmziekte
Taaislijmziekte, cystische fibrose (CF), mucoviscidose of fibrosis cystica (FC) is een recessief overerfbare ziekte, waarbij slijm dat op diverse plaatsen in het lichaam wordt afgescheiden heel taai is. De belangrijkste plaatsen waar het taaie slijm wordt gevormd zijn de longen, het maag-darmkanaal, de lever, de alvleesklier en de voortplantingsorganen.
De symptomen kunnen zich al tijdens de zuigelingenleeftijd manifesteren, veelal door problemen met de vertering van voeding en (chronische) luchtweginfecties. Vooral door de luchtweginfecties hebben patiënten een duidelijk geringere levensverwachting dan normaal. De verminderde productie van alvleesklierenzymen kan daarbij een vertraagde groei, een vettige diarree en een tekort aan vet-oplosbare vitaminen veroorzaken. Bij mannen kan onvruchtbaarheid optreden. Bij pasgeborenen is er vaak sprake van de stofwisselingsstoornis meconiumileus.
De aanwezigheid en ernst van bovengenoemde symptomen verschillen per patiënt.

## Verklaring van de namen
CF is een aandoening van de exocriene klieren, gekenmerkt door de afscheiding van taai (viskeus) slijm (mucus), vandaar de naam taaislijmziekte of mucoviscidose. De Engelstalige benaming cystic fibrosis (CF), die vaak wordt vertaald naar het taalkundig minder juiste cystische fibrose, verwijst naar de toename van bindweefsel (fibrose) in de slijmvliezen die bezet worden door met kleverig vocht gevulde holten (cysten).

## Voorgeschiedenis

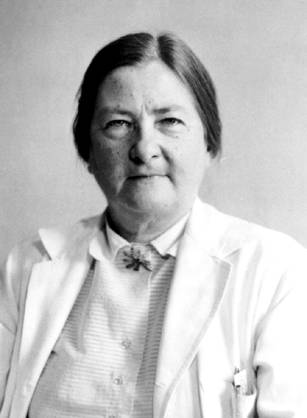
Dorothy Hansine Andersen (National Library of Medicine picture)

Mogelijke uitkomst van twee ouders die dragers zijn van een recessief CF-gen

Afbeelding van ΔF508 op chromosoom 7

In 1938 publiceerde Dorothy Hansine Andersen een artikel over CF. Hierin beschreef zij de kenmerken van de ziekte zoals deze zich in de alvleesklier, de longen en spijsvertering openbaarde. Zij uitte daarbij ook de veronderstelling dat CF een recessief erfelijke ziekte is, en gebruikte voor het eerst pancreas enzym om kinderen te behandelen. In 1952 ontdekte Paul di Sant' Agnese afwijkingen in het zweet-elektrolyt van CF-patiënten. In het volgende decennium werd een zweettest ontwikkeld, en verder verbeterd. Interessant is dat al rond 1700 in Duitse en Zwitserse handboeken werd gewaarschuwd: Wehe dem Kind, das beim Kuß auf die Stirn salzig schmekt, er ist verhext und muss bald sterben, (Wee het kind dat bij kussen van het voorhoofd zoutig smaakt, want het is gedoemd en zal snel sterven), waaruit bleek dat al vroeg het verband werd ingezien tussen de ziekte en het hoge zoutgehalte van het zweet. CF-patiënten hebben altijd een verhoogd zoutgehalte in hun zweet, met name natriumchloride. Als eerste screeningstest wordt deze zweettest nog vaak toegepast alvorens wordt overgegaan op DNA-onderzoek.
Carl von Rokitansky beschreef een geval van foetale dood ten gevolge van meconiumperitonitis. Hierbij ontstaat een ontsteking van het buikvlies (peritonitis) door een breuk in de darmwand. Dit is een complicatie van meconiumileus (darmobstructie door meconium), dat met CF is geassocieerd. Meconiumileus werd het eerst in 1905 beschreven door Karl Landsteiner. In 1936, publiceerde Guido Fanconi een artikel waarin het verband werd beschreven tussen meconiumileus, fibrose van de alvleesklier en bronchiëctasie.
In 1988 werd de eerste mutatie die leidt tot CF ontdekt door Francis Collins, Lap-Chee Tsui en John R. Riordan, ΔF508 op chromosoom 7. Zo'n 70% wordt veroorzaakt door deze mutatie, maar nog honderden mutaties kunnen de ziekte ook veroorzaken.

## Erfelijkheid
Het is de meest voorkomende autosomaal recessieve genetische aandoening in West-Europa: ongeveer 1 op 32 personen van de blanke bevolking is heterozygoot drager van de ziekte zonder het zelf te weten. Bij een drager treden dan ook geen ziekteverschijnselen op. Ouders die beide drager zijn hebben een kans van 1 op 4 dat zij een kind krijgen met cystic fibrosis.
Op grond van deze getallen zou bij blanke bevolkingsgroepen 1 op 4096 (1/32 × 1/32 × 1/4) geboorten worden getroffen. Mede door erfelijkheidsadvisering en zwangerschapsonderbreking komt CF in de praktijk minder voor, nl. 1 op 4750.
In Nederland worden per jaar ongeveer 40-45 mensen met deze aandoening geboren. Geschat wordt dat er in 2008 ongeveer 1300 patiënten zijn met cystic fibrosis.
Het relatief vaak vóórkomen van heterozygoot dragerschap van het CF-gen wordt waarschijnlijk verklaard door een positief selectie-effect, waardoor dragers een evolutionair voordeel hebben. Er bestaat een vermoeden dat zij een kleinere kans hebben aan diarreeziekten (zoals cholera) te overlijden.

## Oorzaak op moleculair niveau

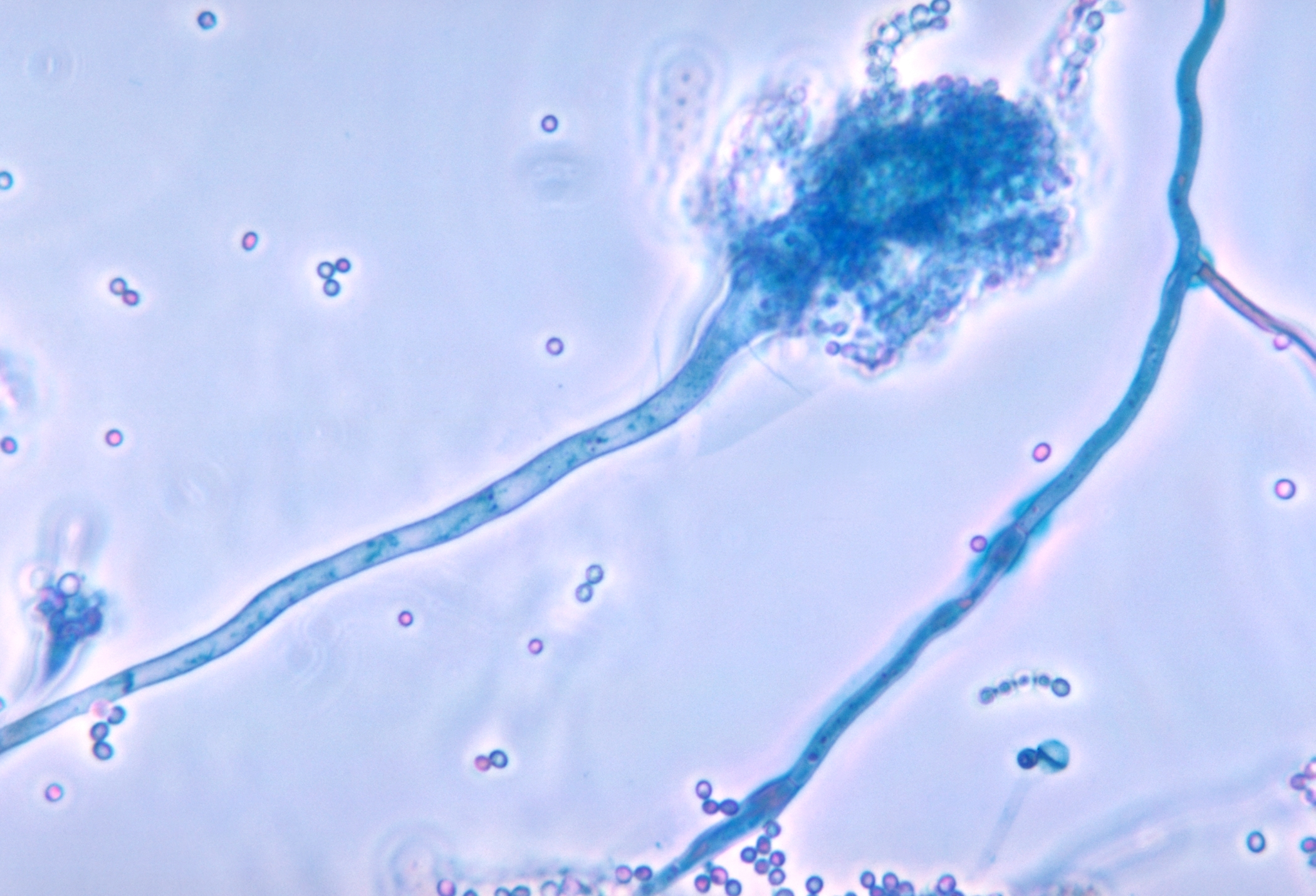
Besmetting met een doorgaans onschuldige Aspergillus fumigatus kan bij CF een levensbedreigende longontsteking veroorzaken

De afwijking wordt veroorzaakt door een defect gen dat codeert voor een eiwit dat het transport van chloride-ionen door de celmembraan regelt. (Cystic Fibrosis Transmembrane conductance Regulator, CFTR). Dat eiwit bevindt zich in de membranen van slijmproducerende cellen en zorgt normaal voor het transport van chloride-ionen. (Het CFTR-eiwit is een cAMP-gereguleerd Cl-kanaal.) Als dit transport wel normaal functioneert gaat er water mee met de getransporteerde ionen (osmotisch effect) waardoor het door de cel afgescheiden slijm dunner blijft.
Verlies van de CFTR-functie leidt tot afscheiding van taaier slijm (verhoogde viscositeit), wat er op zijn beurt toe leidt dat de trilharen in de luchtwegen in dat slijm minder goed werken (verminderde mucociliaire klaring), waardoor gemakkelijker bacteriële infecties ontstaan.
Het gen voor de mucoviscidose-transmembraanregulator ligt op de lange arm van chromosoom 7 (7q31). Meestal (in 70% van de gevallen) gaat het om een deletie van een fenylalanine-codon op positie 508 (ΔF508).

## Symptomen en verloop
Klinische symptomen worden gezien in organen waarbij slijmproductie een rol speelt, zoals de long, het maag-darmkanaal en urinevormende en geslachtsorganen. De patiënten ontwikkelen bronchitis of longontsteking. Ook kunnen de afvoergangen van de alvleesklier verstopt raken wat voor spijsverteringsstoornissen zorgt. Hierdoor is vetopname in het spijsverteringskanaal minder goed mogelijk. Om dit te compenseren moet een CF-patiënt meer eten dan gemiddeld om op lichaamsgewicht te blijven. Ook vitamineopname kan zijn verstoord wat een verslechterde conditie tot gevolg heeft. Een van de vroegste openbaringen van de ziekte is een verstopping van de darmen (ook wel ileus genoemd) door meconium. Dit is de eerste ontlasting van het pasgeboren kind.
Verder hebben patiënten een te grote zoutafscheiding in het zweet (normaal wordt met zweet verloren chloride actief teruggepompt, wat bij CF niet goed lukt) en verlies van glucose in de urine.
De belangrijkste doodsoorzaak bij deze patiënten is ademhalingsfalen veroorzaakt door infectie met Pseudomonas aeruginosa-bacteriestammen. Deze stammen ondergaan een mucoïde conversie ('verandering van het slijm'): in de longen worden biofilms gevormd die ondoordringbaar zijn voor witte bloedcellen van het polymorfonucleaire type. Ook intensieve antibioticatherapie werkt dan steeds minder goed. De mucoïde conversie betekent een verergering van de ziekte en verslechtering van de prognose.
Antibiotica uit de groep van de macroliden (azitromycine, claritromycine e.a.) zijn niet in staat om de Pseudomonas te doden maar verstoren de Quorum sensing van de Pseudomonas (naast een aantal andere effecten). Door Quorum sensing is de bacterie in staat om te bepalen hoeveel andere bacteriën in de buurt zijn. Bij voldoende grote aantallen is dit een signaal tot onder meer het veranderen van het metabolisme en de productie van biofilms. Door het verstoren van deze Quorum sensing wordt de mucoïde conversie afgeremd en wordt de biofilm deels afgebroken. Hierdoor verbetert de overleving van CF-patiënten met een chronische Pseudomonas-infectie.
Een extra complicatie van de mucoïde conversie is het ontstaan van mutante bacteriestammen die resistent worden tegen antibiotica. Er bestaat een kans dat CF-patiënten elkaar hiermee besmetten. Om die reden is sinds 2005 in navolging van het buitenland een segregatiebeleid van kracht. Hierbij wordt CF-patiënten sterk ontraden onderling fysiek contact te hebben of bij onderlinge ontmoetingen strenge hygiëneregels aan te houden. Voor contact met gezonde mensen gelden geen speciale hygiëneregels omdat cystic fibrosis geen besmettelijke ziekte is.
Door nieuwe inzichten en verbeterde behandeling is de levensverwachting de laatste decennia wel sterk verbeterd: van de patiënten in de jaren 1950 geboren haalden slechts 10% de volwassen leeftijd; van degenen die in de jaren 1970 werden geboren haalden ca. 60% hun 25e verjaardag. De levensverwachting van de totale groep patiënten laat nog steeds een stijgende trend zien en was in 2011 40 tot 50 jaar, maar met grote verschillen per patiënt.
Kinderen met muco geboren na 2017 hebben een levensverwachting van 46,2 jaar waar dit vijftien jaar eerder nog 32 jaar was, cystische fibrose blijft een ernstige ziekte met een sterk verschillend beloop. Er kan prenatale diagnostiek worden gedaan, met de mogelijkheid in het geval van een aangedane vrucht tot abortus te besluiten. Waarschijnlijk wordt hierdoor in Nederland per jaar momenteel (2005) de geboorte van ongeveer 10 nieuwe gevallen voorkomen. Een betrouwbare CF-test als onderdeel van de hielprik bij pasgeborenen is sinds 1 mei 2011 ingevoerd. Het aantal volwassen patiënten in Nederland bedroeg in 2007 inmiddels 600.

## Behandeling
Hoewel CF een van de eerste ziekten is waarbij werd gedacht aan toepassing van gentherapie, is dit nog niet gelukt; een van de problemen is dat het benodigde gezonde gen zo groot is dat het niet in een van de nu gebruikte virusvectoren past.
Mensen met CF overlijden vooral door luchtwegproblemen. De behandeling is er vooral op gericht de longen zo schoon mogelijk te houden en het slijm zo goed mogelijk te verwijderen. Dit kan door middel van sporten en fysiotherapie. Daarnaast is het zaak infecties in een vroeg stadium te signaleren en bestrijden. De meeste CF-patiënten worden zo veel mogelijk thuis behandeld. Bij terminaal longfalen wordt soms een longtransplantatie overwogen. In een onderzoek bij meer dan 500 van dergelijke gevallen publiceerden Amerikaanse onderzoekers echter in 2007 dat longtransplantatie bij kinderen met mucoviscidose slechts in zeer weinig gevallen (5/514, < 1%) een levensverlengend effect had.
Met een calorierijk dieet en aanvullende spijsverteringsenzymen (alvleesklierenzymen) kan een minder effectieve spijsvertering voor een groot deel worden gecompenseerd. Hiermee wordt getracht te voorkomen dat een patiënt terechtkomt in een neerwaartse spiraal van infecties–verminderde eetlust–ondervoeding–meer infecties etc.
Sinds 2012 is er ivacaftor op de markt. Het is het eerste geregistreerde geneesmiddel dat op cellulair niveau de oorzaak van taaislijmziekte aanpakt. Het werkt slechts bij 3 tot 5% van de populatie, die een bepaalde klasse III-mutatie dragen, voornamelijk de G551D-mutatie.
Het combinatiepreparaat van ivacaftor met lumacaftor is sinds 2015 bekend geworden onder de merknaam Orkambi®. De twee stoffen werken samen beter dan apart. Ook bij dit medicijn staan vergoedingsperikelen op de voorgrond. Omdat de taaislijmziektevereniging in de Verenigde Staten de onderliggende octrooien voor 3 miljard euro aan de fabrikant Vertex had verkocht, maakte laatstgenoemde nauwelijks meer winst.
In oktober 2019 heeft de Amerikaanse Food and Drug Administration (FDA) de triple therapie van elexacaftor/ivacaftor/tezacaftor (merknaam Trikafta) goedgekeurd voor gebruik in de Verenigde Staten. Vanwege de positieve effecten bij een groot deel (circa 90%) van de CF patiënten wordt de combinatie van elexacaftor/ivacaftor/tezacaftor ook wel een doorbraak genoemd in de behandeling van CF. De goedkeuring van de FDA kwam vijf maanden voor de deadline; fabrikant Vertex heeft het medicijn eind oktober 2019 ook ingediend bij de European Medicines Agency (EMA) voor goedkeuring binnen de Europese Unie.